# Sarah Tacke

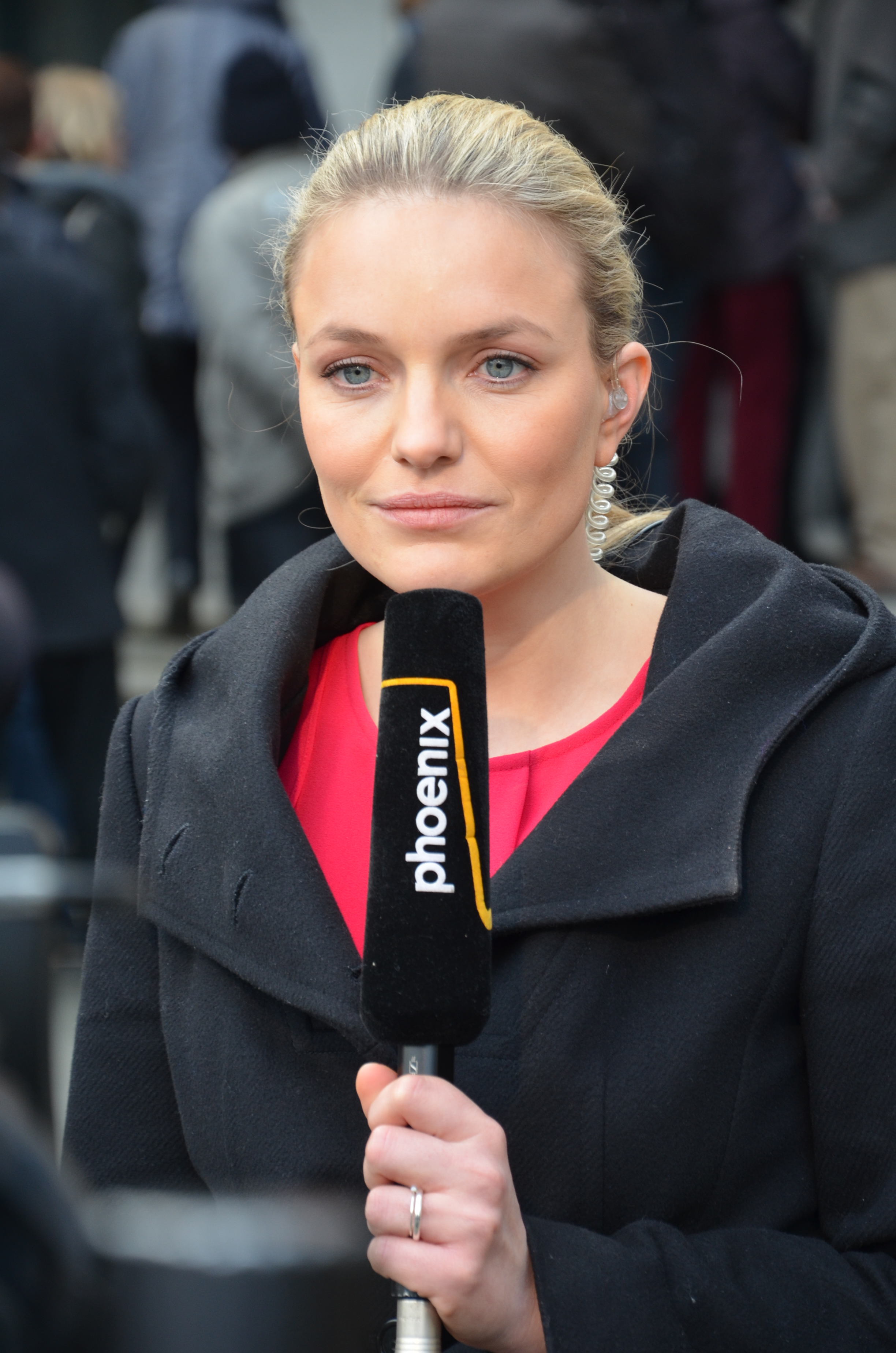
Sarah Tacke, 2014

Sarah Céline Tacke (* 23. September 1982 in Oldenburg (Oldb), Niedersachsen) ist eine deutsche Fernsehmoderatorin, Journalistin und Juristin. Aktuell leitet sie die Rechtsredaktion des ZDF und moderiert unter anderem das ZDF-Wirtschaftsmagazin WISO.

## Leben und Wirken
Sarah Tacke ist die Tochter des ehemaligen Staatssekretärs im Bundesministerium für Wirtschaft und Technologie Alfred Tacke (SPD) und wuchs in Celle auf. Nach dem Abitur im Jahr 2002 studierte sie Jura in Freiburg, Lausanne und Hamburg. Parallel schrieb sie für Zeitungen und arbeitete als Radio-Reporterin. 2009 wurde sie an der juristischen Fakultät in Hamburg mit der Schrift „Medienpersönlichkeitsrecht – Das System der Rechtsfolgen von Persönlichkeitsrechtsverletzungen durch Massenmedien“ zur Dr. iur. promoviert. Dafür erhielt sie Stipendien von der Studienstiftung des deutschen Volkes und der Stiftung der Deutschen Wirtschaft. Sarah Tacke ist Koautorin des Hamburger Kommentars Gesamtes Medienrecht.
Von 2008 bis 2010 absolvierte Sarah Tacke ihr Volontariat beim NDR. Anschließend berichtete sie bis August 2014 als ARD-Inlandskorrespondentin vier Jahre für ARD-Sendungen wie Tagesschau und Tagesthemen. Von 2010 bis 2014 war sie zudem Moderatorin beim NDR Fernsehen. Sie moderierte dort die Nachrichtensendungen Niedersachsen 18.00 Uhr, Hallo Niedersachsen und NDR aktuell 21.45 Uhr. Ab dem 1. September 2014 war Tacke stellvertretende Leiterin der ZDF-Redaktion Recht und Justiz. Seit Oktober 2014 moderiert sie das Wirtschafts- und Verbrauchermagazin WISO. Von Mai 2018 bis September 2019 war sie Redakteurin in der ZDF-Redaktion Tagesmagazine Berlin. Seit Oktober 2019 leitet sie die ZDF-Redaktion Recht und Justiz.
Tacke ist Mitglied der Atlantik-Brücke.
Sarah Tacke ist verheiratet, hat zwei Kinder und lebt in Frankfurt am Main (Stand 2021).

## Veröffentlichungen
- Medienpersönlichkeitsrecht. Das System der Rechtsfolgen von Persönlichkeitsrechtsverletzungen durch Massenmedien. Lit Verlag, Berlin/Münster 2009 (zugl. Diss. jur., Hamburg), ISBN 978-3-643-10089-4.
- Mit Marian Paschke: Kommentierung zu §§ 20 bis 34 Rundfunkstaatsvertrag (RStV) und §§ 17 bis 21 Staatsvertrag über das Medienrecht in Hamburg und Schleswig-Holstein (MStV HSH). In: Marian Paschke, Wolfgang Berlit, Claus Meyer (Hrsg.): Hamburger Kommentar Gesamtes Medienrecht. 1. Auflage. Nomos, Baden-Baden 2008, ISBN 978-3-8329-3038-7, S. 221 bis 288. – 2. Auflage. Nomos, Baden-Baden 2012, ISBN 978-3-8329-6465-8, S. 229 bis 301.